# Fischhakenkurve

Fischhakenkurve

Die Fischhakenkurve stellt den spezifischen Kraftstoffverbrauch {\displaystyle b_{\text{e}}} sowie den effektiven Mitteldruck {\displaystyle p_{\text{me}}} eines Verbrennungsmotors in Abhängigkeit vom Luftverhältnis {\displaystyle \lambda } dar. Zur Erstellung des Diagramms werden die Drosselklappenstellung und die Drehzahl des Motors konstant gehalten und nur das Luftverhältnis {\displaystyle \lambda } variiert. Zu jedem λ-Wert ergibt sich so ein zugehöriger spezifischer Kraftstoffverbrauch sowie ein effektiver Mitteldruck.
Aus der nebenstehenden Kurve, welche aussieht wie ein Fischhaken, lassen sich beispielsweise die folgenden beiden Punkte ablesen:
- Bei einem Luftverhältnis von {\displaystyle \lambda \thickapprox 0{,}87} ist der effektive Mitteldruck und damit die abgegebene Motorleistung maximal ({\displaystyle p_{\text{e,max}}}).
- Bei einem Luftverhältnis von {\displaystyle \lambda \approx 1{,}1} ist der spezifische Kraftstoffverbrauch des Motors minimal ({\displaystyle b_{\text{e,min}}}).

Der Betrieb dieses Motors ist also prinzipiell nur innerhalb dieser beiden Grenzen ({\displaystyle 0{,}87<\lambda <1{,}1}) sinnvoll. Die Abgasnachbehandlung mittels eines Drei-Wege-Katalysators erfordert jedoch ein Luftverhältnis von genau {\displaystyle \lambda =1}, weshalb heutige Ottomotoren in der Regel bei diesem Wert betrieben werden (siehe Lambdaregelung).